# Jefferson and His Time
Jefferson and His Time (en français Jefferson et son temps) est une biographie en six volumes du président des États-Unis Thomas Jefferson, écrite par l'historien américain Dumas Malone, et publiée entre 1948 et 1981. Le cinquième tome, Jefferson the President: Second Term, 1805-1809, publié en 1974, a été récompensé par le prix Pulitzer d'histoire en 1975.
Dumas Malone, professeur émérite de l'université de Virginie et biographe en résidence à la Thomas Jefferson Memorial Foundation, a commencé ses premières recherches sur Jefferson en 1943. 
Dans un entretien publié en 1984, l'auteur indique que son admiration pour Jefferson et d'autres « Pères fondateurs » américains vient du fait qu'ils étaient des lecteurs qui posaient des questions. Il estimait alors que cette « profondeur » faisait défaut aux dirigeants qui leur ont succédé, et que Jefferson et ses collègues pensaient davantage au futur et qu'ils connaissaient mieux le passé.

## Éditions
L'ouvrage est organisé en 6 volumes, publiés dans l'ordre chronologique de la biographie de Jefferson :
1. Jefferson the Virginian (1948) 484 p.
2. Jefferson and the Rights of Man (1951) 568 p.
3. Jefferson and the Ordeal of Liberty (1962) 545 p.
4. Jefferson the President: First Term, 1801-1805 (1970) 539 p.
5. Jefferson the President: Second Term, 1805-1809 (1974) 704 p.
6. The Sage of Monticello (1981) 551 p.